# 林省之介
林 省之介（はやし しょうのすけ、1943年9月8日 - ）は、日本の大学教授、政治家。元衆議院議員（1期）、予備校講師。

## 経歴

### 学歴・職歴
福井県大野市生まれ。関西大学文学部卒業、同大大学院修了。大学在学時に落語研究会（通称：落語大学）で桂文枝（旧・三枝）と同期。
1972年から関西大学第一中学校・高等学校の教諭を務めた後、1979年から関西大学文学部助教授。1986年同大教授、1999年に退職した。
また、大学受験における古文対策の著書でも有名である。1990年代までは非常勤で代々木ゼミナール等で教えており、文化放送の「大学受験ラジオ講座」（後番組の「KEISETSUアルシェITEMAEラジオ」を含む）にも出演。他にも、地方都市での古文受験対策セミナーを各地で行っていた。
2012年に香川県丸亀市に開校した村上学園高等学校の校長に就任。

### 政治家として
1996年の第41回衆議院議員総選挙で大阪10区から出馬したが、新進党（後に公明党に入党）新人の石垣一夫に敗北。比例復活ならず落選。
2000年の第42回衆議院議員総選挙では比例代表近畿ブロックの自由民主党単独候補として立候補し初当選。自民党内では志帥会に属した。
2002年に大阪10区選出の辻元清美が議員辞職したことにともなう補欠選挙で当選した松浪健太とコスタリカ方式を採ることが決まったが、2003年の第43回衆議院議員総選挙では比例で落選。
大阪芸術大学客員教授経て2007年の第21回参議院議員通常選挙では大阪府選挙区から無所属で立候補したが落選。

## 政策
- 選択的夫婦別姓制度に賛同する[1]。

## 著書
- 『林の楽らく古文2 差のつく15』（旺文社）
- 『林の楽らく古文単語』（旺文社）
- 『林の楽らく古文 おさえの14』（旺文社）
- 『入試国語スーパーマニュアル』（旺文社）